# Bob de Moor
Robert Frans Maria De Moor (Anversa, 20 dicembre 1925 – Bruxelles, 26 agosto 1992) è stato un fumettista belga, ha disegnato molte serie di fumetti ed è stato il braccio destro di Hergé in particolare per diversi album di Tintin.

## Biografia

### Carriera
De Moor ha studiato all'Accademia reale di belle arti di Bruxelles, poi ha lavorato ai film d'animazione di Studio AFIM. Negli anni dal 1945 al 1947 ha lavorato per la rivista Kleine Zondagsvriend. Lì ha disegnato, tra le altre cose, le avventure di Hobbel en Sobbel - un professore canaglia e il suo stregone altrettanto idiota.
Dal 1950 al 1951 de Moor ha disegnato la serie De nieuwe avonturen van Tijl Uilenspiegel per il quotidiano Nieuws van de Dag. In totale, quattro storie di album sono emerse qui.. Dal 1951 de Moor disegnò anche per lo stesso giornale la serie Nonkel Zigomar (in seguito: Johan en Stefan). Qui sono stati creati fino al 1956 15 album di storie lunghe.
In parallelo, creato per la rivista a fumetti belga Tintin, la Serie Barelli e Monsieur Tric.  Nella serie Barelli, il personaggio protagonista, un attore, sperimenta emozionanti avventure in tutto il mondo. Al contrario, i racconti su Monsieur Tric raccontano i delitti del protagonista nella vita di tutti i giorni. Entrambe le serie furono portate avanti da de Moor fino agli anni '80, sebbene tra le singole pubblicazioni ci fossero a volte diversi anni. Le principali interruzioni furono in parte dovute al fatto che de Moor dal 1951 lavorava anche come impiegato e braccio destro del fumettista belga Hergé.
Per Hergé la serie Tintin di de Moor era responsabile nei decenni successivi, soprattutto per i disegni tecnici, gli sfondi di paesaggio, paesaggi urbani, aerei, navi e automobili, dove è stato poi affiancato nel suo lavoro anche da Roger Leloup e Jacques Martin. È stato anche coinvolto nel montaggio e nella modernizzazione delle storie già create negli anni '30 di Tim e Struppi. Infine, è stato responsabile della commercializzazione dei personaggi Tim e Struppi in quanto ha disegnato modelli di modelli, fogli pubblicitari e simili.
Nel 1989, de Moor ha assunto la posizione di Art Director nella casa editrice Le Lombard. Nello stesso anno ha terminato una band della serie Blake e Mortimer.

## Opere artistiche
- Les Aventures de Barelli 8 volumi pubblicati e un nono annuncio pubblicitario
- Cori le Moussaillon - 5 volumi (A.Leborgne/Bédéscope/Casterman), con 1 titolazione della testa alla fine
- Les aventures de Johan et Stephan (primi nomi dei suoi 2 figli) - 9 volumi (Standaart/Rijperman/Boogaloo)
- Oncle Zigomar - 6 volumi (Bédéscope) (queste ultime due serie sono una e la stessa, il titolo della serie è cambiato per ragioni commerciali)
- Monsieur Tric - 3 volumi (Bédéscope/Rombaldi)
- Pirates d'eau douce
- Thyl et Lamme
- Balthazar
- Conrad le Hardi
- Le Lion de Flandres
- Les Gars de Flandre
- La Révolte des Gueux
- Rendez-vous en 2009 (Een afspraak in 2009 )
- Hobbel en Sobbel - 3 volumi
- De Lustige Kapoentjes  - 2 volumi sotto lo pseudonimo di Bob – Artec-Studio’s[7]
- Jean-Baptiste de la Salle

etc.
- Port-Folio géant Bob de Moor, éd. Ligne Claire, 1991 (copertine e schede in formato originale, 91 ex.)